# Eusebio Joaquín González
Eusebio Joaquín González  (Colotlán, 14 augustus 1898 – 9 juni 1964) was een Mexicaanse religieuze leider en oprichter van de kerk La Luz del Mundo.

## Biografie
Eusebio Joaquín González werd in 1898 geboren in Colotlán, als oudste van vier kinderen van Margarita González en Santiago Joaquin.
Van 1917 (ten tijde van de Mexicaanse Revolutie) tot 1926 was hij beroepsmilitair in het Mexicaanse leger. In die jaren ontmoette hij ook zijn vrouw Elisa Flores González. Door het werk van twee evangelisten uit de pinkstergemeente bekeerden beiden zich tot dit geloof en werden ze gedoopt.
In 1925 zou hij een Goddelijk visioen hebben gekregen waarin een stem zei dat zijn naam Aaron zou zijn. Hij ervoer dit als een roeping om te gaan evangeliseren en ging samen met zijn vrouw op reis door Mexico. Vanaf dat moment noemde Eusebio zichzelf ook Aaron. In 1938 werd hij opnieuw gedoopt. Eerder was hij gedoopt volgens de trinitarische formule in de naam van de Vader, de Zoon en de Heilige Geest. Maar González geloofde dat het dopen moest gebeuren in de naam van de Here Jezus Christus. Vanaf dat moment worden zijn volgelingen ook gedoopt volgens die formule, die echter door de traditionele kerken niet als geldig wordt erkend. Omdat zijn boodschap tegen de leer van de katholieke kerk inging is hij een aantal keer gevangen gezet.
Eusebio Joaquín González overleed op 9 juni 1964.

## La Luz del Mundo
Hij verzamelde een aantal gelovigen om zich heen, wat het begin was van de kerk La Luz del Mundo (Het licht der wereld, naar Johannes 8:12, waar Jezus zich zo noemt). In 1931 vierden de gelovigen samen het eerste Santa Cena (Heilig Avondmaal). In de jaren 1930 werden op verschillende plaatsen in Mexico tempels gebouwd en groeide de kerk.
In 1942 ontstond een schisma en verlieten minstens 250 leden de  kerk. Onder hen was Lino Figueroa, de pastoor die Aarón Joaquín in 1938 had herdoopt. In juli 1943 kreeg Aarón Joaquín een visioen waarin de doop door Figueroa ongeldig werd verklaard en hem werd bevolen zichzelf opnieuw te dopen terwijl hij Jezus naam aanriep. De hele gemeente werd ook opnieuw gedoopt.
Na het overlijden van Eusebio werd hij als leider van de kerk opgevolgd door zijn zoon Samuel Joaquín Flores, die in 2014 stierf en opgevolgd werd door zijn vijfde zoon Naasón Joaquín García.